# Zack Sabre, Jr.
Pour les articles homonymes, voir Sabre (homonymie).
Zack Sabre, Jr. (né Lucas Eatwell, le 24 juillet 1987 sur l'Île de Sheppey, Kent) est un catcheur (lutteur professionnel) britannique. Il est principalement connu pour avoir travaillé sur le circuit indépendant en Europe à la NWA UK Hammerlock et à la Westside Xtreme Wrestling ainsi qu'en Amérique du Nord à l'Evolve Wrestling et à la Pro Wrestling Guerrilla et travaille actuellement au Japon à la New Japan Pro Wrestling et a travaillé a la Pro Wrestling NOAH. Il est l'actuel champion du monde poids lourds IWGP.

## Jeunesse
Sabre a été un fan de la World Championship Wrestling et notamment des catcheurs de la catégorie des poids mi-lourds. À 14 ans, il a commencé à s'entraîner au sein de l'école de catch de la NWA UK Hammerlock. Il a fait des études universitaires en histoire.

## Carrière

### Débuts (2004-2010)
Sabre débute à la NWA UK Hammerlock en mars 2004. Il en devient champion de Grande-Bretagne poids-lourds Junior le 22 octobre 2005, titre qu'il va conserver jusqu'à ce que son titre soit rendu vacant le 1er octobre 2008.
À partir de 2008, il commence à travailler à la Westside Xtreme Wrestling (wXw) en Allemagne. Il atteint la finale de la Lightweight League et affronte Emil Sitoci pour le titre de champion du monde des poids-légers de wXw mais il perd le match le 14 septembre. Début mars 2009, il participe au 16 Carat Tournament où il est éliminé en demi-finale par SHINGO après sorti au premier tour Terry Frazier puis Bryan Danielson en quart de finale. Il retourne ensuite en Angleterre où il devient avec Marty Scurll champion de Grande-Bretagne de l'International Pro Wrestling United Kingdom (IPW:UK) le 3 mai. Le 17 octobre, il retourne en Allemagne à la German Stampede Wrestling (de) où il devient champion Breakthrought. Deux semaines plus tard, il participe à la tournée de la Dragon Gate (une fédération japonaise) en Europe et avec BxB Hulk et Naruki Doi il remporte un match par équipe face à Emil Sitoci, Genki Horiguchi et Ryo Saito.
Le 16 janvier 2010, il remporte le championnat du monde des poids-léger de la wXw après sa victoire sur Emil Sitoc, Mark Haskins et Tommy End à Back To The Roots IX. Il est de la tournée de la wXw aux États-Unis où il défend son titre avec succès le 13 mars face à TJP. Il perd son titre de champion Breakthrought de la GSW le 11 avril dans un match de l'échelle face à Emil Sitoci. Le 5 juin, il unifie le championnat du monde des poids-léger de la wXw au championnat du monde poids-lourds de cette fédération à la suite de sa victoire sur Steve Douglas, devenant ainsi le premier champion du monde unifié de la wXw. Le 5 septembre, il remporte le titre de champion de la Triple X Wrestling. Cinq jours plus tard, il perd avec Marty Scurll leur titre de champion de Grande-Bretagne de l'IPW:UK face à Mikey Whiplash et Robbie Dynamite (en) au cours d'un spectacle co-organisé par la Dragon Gate et sa filiale en Grande-Bretagne la Dragon Gate UK. Le 2 octobre, il perd son titre de champion unifié de la wXw après sa défaite face à Big Van Walter. Le 6 novembre, il affronte Adam Cole au cours de la tournée de la Combat Zone Wrestling en Allemagne pour le championnat du monde poids-lourds junior et perd ce match. Le 5 décembre, lui et Marty Scurll redeviennent champions par équipe de Grande-Bretagne de l'IPW:UK.
Le 3 octobre, lui et Big Daddy Walter participent au tournoi pour couronner de nouveaux champions du monde par équipes de la wXw et battent successivement Reich Und Schön (Kevin Roadster & Marius van Beethoven), puis Bullet Club (Doc Gallows et Karl Anderson) pour accéder à la finale du tournoi,. Deux jours plus tard, ils battent en finale reDRagon (Bobby Fish et Kyle O'Reilly) et remportent les titres par équipe de la wXw,. Lors de wXw 15th Anniversary Tour: Finale, ils perdent les titres contre Cerberus (Ilja Dragunov et Robert Dreissker).

### Evolve Wrestling (2011-2018)
Lors d'Evolve 79, il bat Timothy Thatcher et remporte le Evolve Championship.

### Pro Wrestling NOAH (2008-2015)

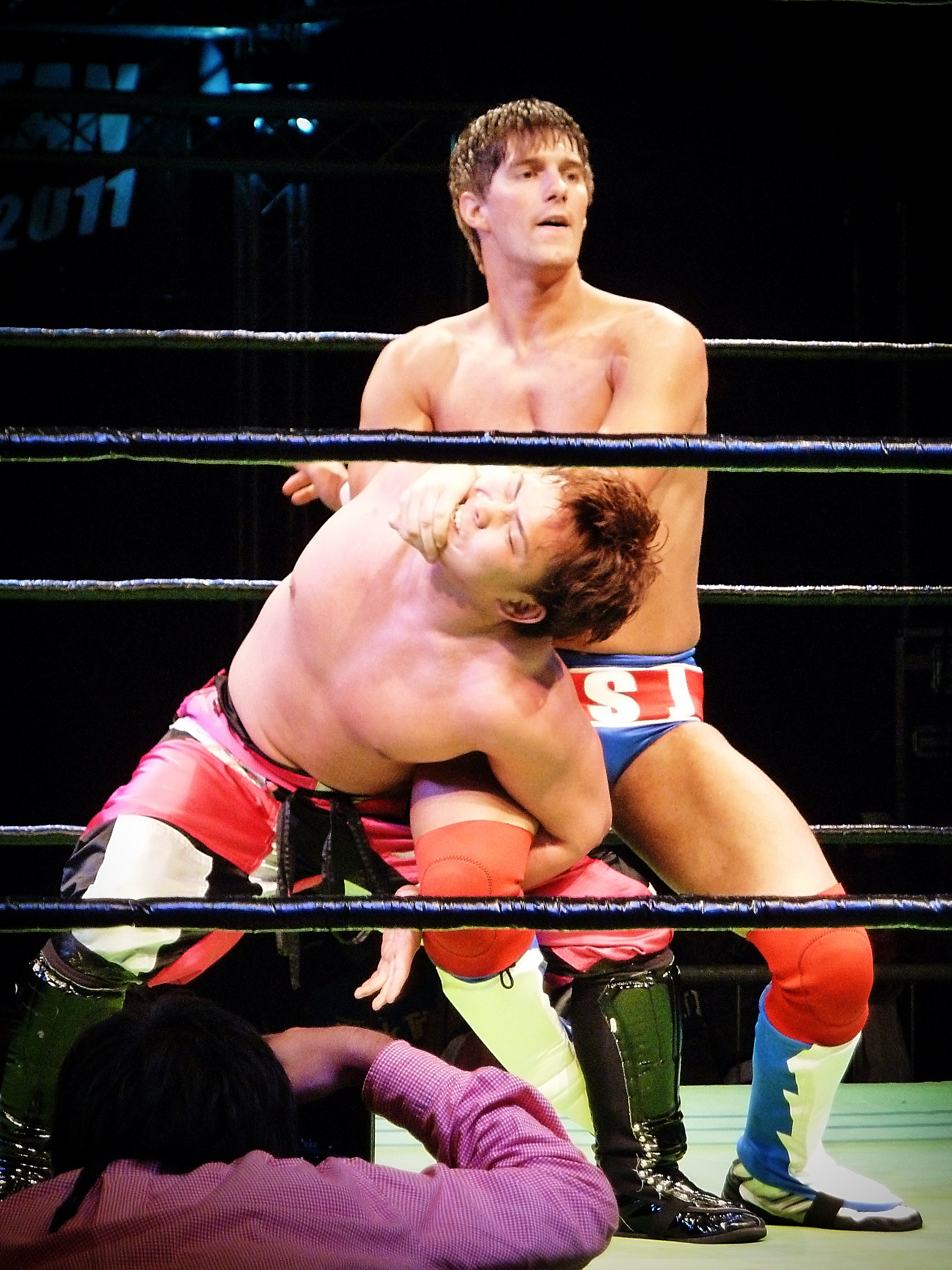
Sabre affrontant Katsuhiko Nakajima à la Pro Wrestling Noah en 2011

Il participe à la Pro Wrestling NOAH en Europe à la mi-mai 2011 où le 15 mai il remporte un match face à Taiji Ishimori au cours d'un spectacle co-organisé par la wXw en Allemagne.
Le 7 décembre 2013, lui et Yoshinari Ogawa battent Jushin Thunder Liger et Tiger Mask et remportent les GHC Junior Heavyweight Tag Team Championship. Le 21 mars 2014, ils perdent les titres contre Atsushi Kotoge et Taiji Ishimori. Le 12 avril, ils battent Atsushi Kotoge et Taiji Ishimori et remportent pour la deuxième fois les GHC Junior Heavyweight Tag Team Championship. Le 5 juillet, ils perdent les titres contre Atsushi Kotoge et Taiji Ishimori. Le 17 août, il perd contre Daisuke Harada dans un Three Way Match qui comprenaient également Hajime Ohara et ne remporte pas le GHC Junior Heavyweight Championship. Le 4 novembre, il perd contre Daisuke Harada et ne remporte pas le GHC Junior Heavyweight Championship,. Lors de Great Voyage 2015 In Yokohama, lui et Yoshinari Ogawa perdent contre Suzuki-gun (El Desperado et Taka Michinoku) et ne remportent pas les GHC Junior Heavyweight Tag Team Championship.

### Pro Wrestling Guerrilla (2014–...)
Il participe ensuite au Battle of Los Angeles 2015, où il bat Ricochet dans son match de premier tour, Pentagón Jr. dans son match de second tour, Marty Scurll en demi finale avant de vaincre Chris Hero et Mike Bailey en finale pour remporter le tournoi.
Lors de PWG All Star Weekend 12 - Tag 1, il bat Adam Cole et lors de PWG All Star Weekend 12 - Tag 2, il bat Roderick Strong et remporte le PWG World Championship. Lors de Pushin Forward Back, il perd le titre contre Chuck Taylor.

### Revolution Pro Wrestling (2012-...)
Lors de RevPro High Stakes 2016, il bat A.J. Styles et remporte le RPW British Heavyweight Championship. Lors de RevPro Sittingbourne Spectacular 2016, il conserve son titre contre Michael Elgin. Lors de RevPro Summer Sizzler 2016, il conserve son titre contre Katsuyori Shibata. Le 10 novembre, il perd le titre contre Katsuyori Shibata.
Lors de RevPro/NJPW Global Wars 2017 - Tag 1, un co-event entre la Revolution Pro Wrestling et la New Japan Pro Wrestling, lui et Minoru Suzuki perdent contre Chaos (Hirooki Goto et Will Ospreay). Lors de RevPro High Stakes 2018, lui et Minoru Suzuki battent Moustache Mountain (Trent Seven et Tyler Bate) et remportent les RPW Undisputed British Tag Team Championship. Lors de RevPro Epic Encounter 2018, ils conservent les titres contre CCK (Chris Brookes et Travis Banks). Lors de RevPro Strong Style Evolved UK - Tag 1, ils conservent les titres contre Chaos (Kazuchika Okada et Tomohiro Ishii),.

### WWE Cruiserweight Classic (2016)
En 2016, il est annoncé qu'il participera au WWE Cruiserweight Classic et diffusé exclusivement sur le WWE Network. Le 27 juillet, il gagne contre Tyson Dux et se qualifie pour le second tour du tournoi. Le 24 août, il bat Drew Gulak pour atteindre les quarts de finale. Le 7 septembre, il élimine Noam Dar par soumission. Le 14 septembre, il perd face à Gran Metalik lors des demi finale du tournoi et est éliminé.

### New Japan Pro Wrestling (2017-...)
Le 21 février 2017, la New Japan Pro Wrestling annonce qu'il effectuera ses débuts à la fédération lors de NJPW 45th anniversary show où il affrontera Katsuyori Shibata pour le RPW British Heavyweight Championship. Lors de 45th anniversary show, il bat Katsuyori Shibata et remporte le RPW British Heavyweight Championship pour la deuxième fois grâce à l'aide de Minoru Suzuki et Davey Boy Smith Jr. et rejoint le groupe Suzuki-gun par la même occasion. Le lendemain, lui, El Desperado, Taichi et Yoshinobu Kanemaru battent Chaos (Baretta, Gedo, Hirooki Goto et Jado) avec Sabre rivant les épaules de Goto pour remporter le match. Lors de Sakura Genesis 2017, il perd contre Hirooki Goto et ne remporte pas le NEVER Openweight Championship. Lors de Dominion 6.11, lui, Yoshinobu Kanemaru et Taichi perdent  un Gauntlet match au profit de Los Ingobernables de Japón (Bushi, Evil et Sanada) et ne remportent pas les NEVER Openweight 6-Man Tag Team Championship.
Lors de la tournée G1 Special in USA, il participe au tournoi pour déterminer le premier IWGP United States Heavyweight Champion, il bat Juice Robinson lors du premier tour mais est éliminé à la suite de sa défaite contre Tomohiro Ishii en Demi-finale,.
Il participe au tournoi G1 Climax durant l'été 2017, c'est le premier G1 Climax de sa carrière, et dès son premier match dans le tournoi il remporte 2 points après une victoire surprise face à Hiroshi Tanahashi[réf. nécessaire]. Lors de Destruction in Hiroshima, il perd contre Hiroshi Tanahashi et ne remporte pas le IWGP Intercontinental Championship.

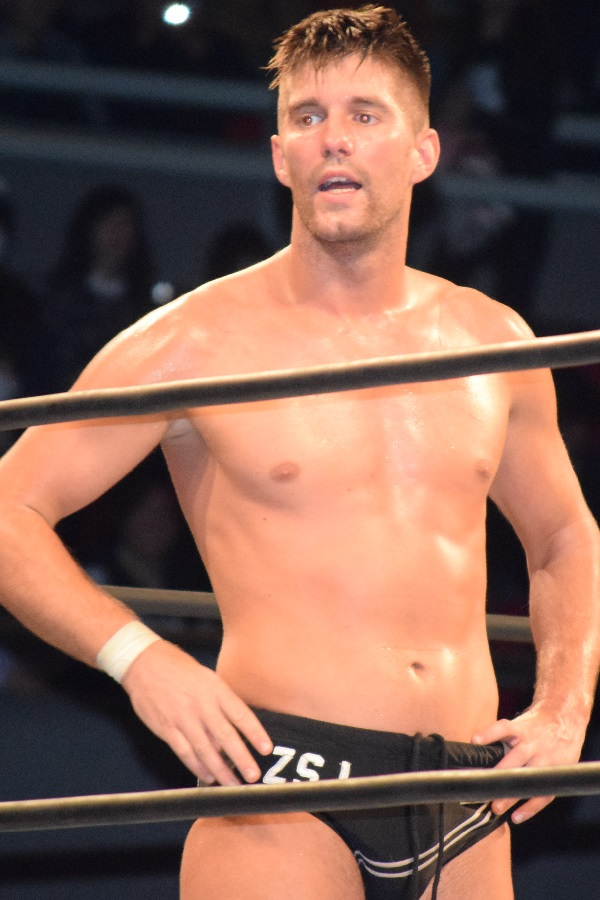
Sabre en 2018

Lors du premier tour de la New Japan Cup 2018, il bat Tetsuya Naitō. Lors du second tour, il bat Kōta Ibushi. Lors de la demi-finale, il bat Sanada. Lors de la finale, il bat Hiroshi Tanahashi, remporte le tournoi et choisi d'affronter Kazuchika Okada pour le IWGP Heavyweight Championship. Lors de Strong Style Evolved 2018, lui et Minoru Suzuki battent Chaos (Kazuchika Okada et Tomohiro Ishii). Lors de Sakura Genesis 2018, il perd contre Kazuchika Okada et ne remporte pas le IWGP Heavyweight Championship. Le 1er juillet, il bat Kazuchika Okada.
Lors de Wrestle Kingdom 13, il bat Tomohiro Ishii et remporte le RPW British Heavyweight Championship pour la troisième fois de sa carrière.
Lors de Royal Quest, il perd le titre contre Hiroshi Tanahashi. Lors de Destruction In Beppu, il bat Hiroshi Tanahashi et remporte le RPW British Heavyweight Championship pour la quatrième fois de sa carrière. Lors de Wrestle Kingdom 14 - Tag 2, il conserve son titre contre Sanada.
Lors de Dominion in Osaka-jo Hall, lui et Taichi battent Hiroshi Tanahashi et Kōta Ibushi et remportent les IWGP Tag Team Championship. Lors de Summer Struggle in Jingu, ils conservent leur titres contre Golden☆Ace. Le 2 novembre, ils conservent leur titres contre Chaos (Hirooki Goto et Yoshi-Hashi). Lors de Wrestle Kingdom 15 - Tag 1, ils perdent leur titres contre Guerrillas of Destiny (Tama Tonga et Tanga Loa),.
Le 1er juin, lui et Taichi battent les Guerrillas of Destiny et remportent les IWGP Tag Team Championship pour la deuxième fois,. Le 11 juillet, ils perdent les titres contre Los Ingobernables de Japón (Tetsuya Naitō et Sanada). Lors de Wrestle Grand Slam In Tokyo Dome, ils battent Los Ingobernables de Japón (Tetsuya Naitō et Sanada) et remportent les IWGP Tag Team Championship pour la troisième fois.

#### TMDK (2023-...)
Lors de Power Struggle ~ Super Junior Tag League 2023, lui, Mikey Nicholls et Shane Haste perdent contre Chaos (Kazuchika Okada et Tomohiro Ishii) et Hiroshi Tanahashi et ne remportent pas les NEVER Openweight 6-Man Tag Team Championship.
Il remporte le G1 Climax 34 après avoir terminé la phase de poules premier du bloc A avec 14 points, puis en battant Yota Tsuji en finale le 18 août 2024. Cette victoire lui donne une opportunité au championnat du monde poids lourds IWGP de Tetsuya Naitō, qu'il a battu lors du tournoi. Au lieu d'attendre Wrestle Kingdom comme le veut la tradition, il demande son match pour King of Pro Wrestling le 14 octobre au Ryōgoku Kokugikan. Le 14 octobre il bat Naitō pour devenir champion du monde poids lourds IWGP pour la première fois de sa carrière.
Il défend son titre face à Sanada le 20 octobre à Londres lors de Royal Quest IV.

## Vie privée
Sabre Jr. est vegan. Il soutient le candidat Jeremy Corbyn et le Parti travailliste pour les Élections générales britanniques de 2017.

## Palmarès
- AM Wrestling
  - Round Robin Tournament (2008)

- Dramatic Dream Team
  - 1 fois Ironman Heavymetalweight Championship[84]

- Evolve Wrestling
  - 1 fois Evolve Championship

- German Stampede Wrestling
  - 1 fois GSW Breakthrough Champion

- International Pro Wrestling: United Kingdom
  - 2 fois Unified British Tag Team Champion avec Marty Scurll

- New Japan Pro Wrestling
  - 1 fois IWGP World Heavyweight Champion
  - 2 fois NJPW World Television Championship
  - 3 fois IWGP Tag Team Champion avec Taichi
  - New Japan Cup (2018, 2022)
  - G1 Climax (2024)

- NWA-UK Hammerlock
  - 1 fois NWA United Kingdom Junior Heavyweight Champion
  - Hardcore Lottery Tournament (2008)

- Pro Wrestling Guerrilla
  - 1 fois PWG World Champion
  - Battle of Los Angeles 2015

- Pro Wrestling Noah
  - 2 fois GHC Junior Heavyweight Tag Team Championship avec Yoshinari Ogawa

- Revolution Pro Wrestling
  - 4 fois RPW British Heavyweight Championship
  - 1 fois RPW Undisputed British Tag Team Championship avec Minoru Suzuki

- Triple X Wrestling
  - 1 fois Triple X Wrestling Heavyweight Champion

- Westside Xtreme Wrestling
  - 1 fois wXw Unified World Wrestling Champion (premier champion unifié)
  - 1 fois wXw World Tag Team Champion avec Big Daddy Walter
  - 1 fois wXw World Lightweight Champion (dernier champion)
  - 16 Carat Gold Tournament (2016)
  - wXw World Tag Team Tournament (2015) avec Big Daddy Walter

- What Culture Pro Wrestling
  - Pro Wrestling World Cup: English Tournament (2017) avec Will Ospreay
  - 1 fois WCPW Internet Champion[85]

- The Wrestling Observer UK
  - Rising Star (2008)

## Récompenses de magazines
- Pro Wrestling Illustrated

| Année | 2014 | 2015 | 2016 | 2017 | 2018 | 2019 | 2020 | 2021 | 2022 | 2023 | 2024 |
| ----- | ---- | ---- | ---- | ---- | ---- | ---- | ---- | ---- | ---- | ---- | ---- |
| Rang  | 310  | 165  | 28   | 26   | 24   | 43   | 54   | 101  | 29   | 36   | 33   |

- Wrestling Observer Newsletter

| # | Résultat | Adversaire    | Évènement                         | Date            | Durée | Lieu                                                | Notes                                                                    |
| - | -------- | ------------- | --------------------------------- | --------------- | ----- | --------------------------------------------------- | ------------------------------------------------------------------------ |
| 1 | Défaite  | Walter        | PWG All Star Weekend 13 - Night 2 | 21 octobre 2017 | 20:04 | Reseda, Californie                                  | .                                                                        |
| 2 | Défaite  | A-Kid         | Triple W Total Rumble 8           | 14 avril 2018   | 21:29 | La Tabacalera de Lavapies, Madrid, Espagne          | Le titre de Triple W Absolute Champion de A-Kid était en jeu.            |
| 3 | Défaite  | Will Ospreay  | RevPro High Stakes 2020           | 14 février 2020 | 29:12 | York Hall, Londres                                  | Le titre de Champion Poids Lourd Britannique RPW de Sabre,Jr est en jeu. |
| 4 | Défaite  | Will Ospreay  | New Japan Cup 2021 - Tag 8        | 14 mars 2021    | 21:23 | Amagasaki Memorial Park Gymnasium, Amagasaki, Hyōgo | .                                                                        |
| 5 | Victoire | Will Ospreay  | New Japan Cup 2022 - Tag 13       | 21 mars 2022    | 23:04 | Aore Nagaoka, Nagaoka, Niigata                      | .                                                                        |
| 6 | Victoire | Shingo Takagi | New Japan Cup 2022 - Tag 14       | 26 mars 2022    | 19:24 | Osaka-Jo Hall, Osaka                                | .                                                                        |